# Zaventem
Zaventem és un municipi belga de la província de Brabant Flamenc a la regió de Flandes. Està compost per les seccions de Zaventem, Nossegem, Sint-Stevens-Woluwe i Sterrebeek.

## Agermanament
- Blankenheim